# Stow (Lincolnshire)
Stow – wieś w Anglii, w hrabstwie Lincolnshire, w dystrykcie West Lindsey. Leży 14 km na północny zachód od Lincoln i 206 km na północ od Londynu.
W 2001 miejscowość liczyła 355 mieszkańców.

## Zabytki
- kolegiata ufundowana przez hrabiego Mercji Leofryka ok. 1054[3].